# Vestec (Zvěstov)
Vestec je vesnice v okrese Benešov, která je součástí obce Zvěstov. Nachází se cca 1 km severovýchodně od Zvěstova. Je zde evidováno 8 adres. Ve vsi se nachází nepatrné zbytky tvrze Veseckých z Vesce. Osadou protéká Strašický potok, který je levostranným přítokem řeky Blanice.

## Historie
První písemná zmínka o vesnici pochází z roku 1543.